# 38
| [ Edytuj tabelę ] |                                              |
| Cesarz Chin       | - 25 Guangwudi 57                            |
| Władca Korei      | - 18 Daemusin 44                             |
| Król Mauretanii   | - 23 Ptolemeusz 40                           |
| Król Nabatei      | - 9 p.n.e. Aretas IV 40                      |
| Papież            | - 33 Piotr Apostoł 67                        |
| Król Partów       | - 8 Artabanus II 40                          |
| Cesarz Rzymu      | - 37 Kaligula 41                             |
| Król Tracji       | - 19 Remetalkes II 38 - 38 Remetalkes III 46 |

Rok 38 / XXXVIII
stulecia: I wiek p.n.e. ~
I wiek ~
II wiek

lata: 28 «
33 «
34 «
35 «
36 «
37 «
38
» 39
» 40
» 41
» 42
» 43
» 48

## Zmarli
- 10 czerwca — Julia Druzylla[1]